# Вега, Серхио
Се́рхио Ве́га — американский музыкант. Является басистом пост-хардкор группы Quicksand, которая образовалась в 1990 году в Нью-Йорке. В 1995 группа распалась, но вскоре воссоединилась в 1997 году, чтобы отправиться в турне с Deftones. Quicksand планировала записать продолжение альбома 1995 года Manic Compression, но из-за разногласий между участниками группа вновь распалась и не существовала до 2012 года, пока опять не воссоединилась. Заменив басиста группы Deftones Чи Ченга, после того как тот попал в автомобильную аварию и впоследствии умер в результате осложнений, пока находился в коме, Серхио Вега является официальным басистом в группе с 2009 года. Покинул группу в начале 2021 года, о чем было объявлено в марте 2022 года.

## Биография
Серхио Вега родился 25 августа 1970 года в Бронксе, Нью-Йорк.

### Quicksand
В 1990 году была основана группа Quicksand (Зыбучий песок), в котором Серхио Вега является басистом и одним из основателей. 9 февраля 1993 года группа выпустила дебютный альбом Slip, а двумя годами позже и второй альбом Manic Compression. В 1995 году группа распалась и Серхио переключился на роль диджея. Затем в 1997 году группа воссоединилась, но ненадолго, и отправилась в турне вместе с Deftones. Из-за напряжённости и разногласий между коллегами по группе Quicksand опять распалась. После долгих лет группа вновь воссоединилась в 2012 году и через пять лет выпустила первый альбом Interiors после распада в конце 1990-х годов и третий по счёту в дискографии.

### Deftones
Вега заменял басиста группы Deftones во время их тура в 1999 году, когда Чи Ченгу делали операцию на пальцах ног. 4 ноября 2008 года басист Deftones Чи Ченг был серьёзно травмирован, когда попал в автомобильную аварию в Санта-Кларе, штат Калифорния, и впоследствии впал в кому. Вега играл вместо Чи на фестивале Bamboozle Left с Deftones, и продолжал заменять его, когда тот был в коме. Когда произошла авария, группа закончила запись над альбомом Eros, оставшимся до сих пор неизданным, хоть они планировали его выпустить ещё в 2008 году. Группа Deftones начала записывать новый альбом с нуля в июне 2009 года с Вегой. Альбом под названием Diamond Eyes был выпущен 4 мая 2010 года. В ноябре 2012 года группа выпустила второй альбом с Вегой в качестве басиста под названием Koi No Yokan. По словам фронтмена Deftones Чино Морено, Серхио внёс больший вклад в Koi No Yokan, чем в Diamond Eyes. В 2016 году вышел ещё один альбом Deftones, Gore, в записи которого Серхио также принимал участие. В 2020 году группа выпустила новый студийный альбом Ohms. 9 марта 2022 года Вега объявил в своем посте в Instagram, что ушёл из Deftones. В видео, объясняющем его уход, он сослался на спор по контракту в качестве причины ухода, сказав: «У нашего руководства была беседа, чтобы обсудить новый контракт, и они предложили мне ту же сделку… В тот момент стало ясно, что возможности для роста у меня нет, поэтому я отказался от предложения, а потом сразу же позвонил ребятам, чтобы узнать, где недопонимание, чтобы решить его, но ответа не было. Через пару дней я получил электронное письмо от их адвоката, что их предложение было отозвано, и что они желают мне всего наилучшего».

### СольныйEP
В дополнение к своей карьере в Quicksand и Deftones, Вега выпустил сольный материал. Он выпустил свой первый сольный EP под названием The Ray Martin Sessions через инди-лейбл grapeOS в 2000 году. Сольная работа Веги была больше похожа на The Beatles, чем на его работу в Quicksand и Deftones. EP был хорошо принят музыкальными критиками, успех The Ray Martin Sessions позволил Веге совершить поездку по США и Великобритании.

## Оборудование
С группой Quicksand Вега играл на разных бас-гитарах. На первых двух альбомов после присоединения к Deftones, а именно Diamond Eyes и Koi No Yokan Вега использовал исключительно Fender Jaguar Basses (настроенный CGCF, C # G # C # F #, Drop D или стандартный E, в зависимости от песни). На третьем для него альбоме с Deftones, Gore, Вега использовал Fender Bass VI на нескольких треках, таких как «Hearts/Wires». Играет на басу медиатором, а не пальцами.
Его усилитель — Ampeg SVT Classic Reissue. Эффекты усилителя включают в себя программное обеспечение Native Instruments Guitar Rig 3 и Tech 21 SansAmp Bass Driver DI. Согласно странице Facebook Fractal Audio, Серхио также использует предусилитель Axe FX Ultra. Его установка была полностью изменена в 2013 году, когда основным звеном для его звуков был Fractal Ax-FX II, а также усилитель мощности Matrix GT1000FX и 2 динамика Orange 8x10 для усиления.

## Дискография

### Сольный проект
- The Ray Martin Sessions (2000, Grape OS)[12]
- Fxxxxxk It (2014)
- Hotel Life (2014)

### С Quicksand
- Slip (1993, Polydor)
- Manic Compression (1995, Island)
- Interiors (2017, Epitaph)

### С Deftones
- Diamond Eyes (2010, Warner Bros./Reprise)
- Koi No Yokan (2012, Warner Bros./Reprise)
- Gore (2016, Warner Bros./Reprise)
- Ohms (2020, Reprise Records)